# Hội chứng Volkmann
Hội chứng Volkmann, còn được gọi là co cứng Volkmann hay co cứng do thiếu máu nuôi dưỡng, là tình trạng biến dạng của bàn tay, ngón tay, cổ tay xảy ra do chấn thương như: gãy xương, chấn thương đè nát, bỏng và các chấn thương động mạch... Vậy nên các động tác làm duỗi thụ động các ngón tay động sẽ bị giới hạn và gây đau đớn.
Sau các chấn thương này, sự lưu thông máu giữa động mạch và tĩnh mạch sụt giảm ở cẳng tay gây ra lưu lượng máu giảm và thiếu oxy máu dẫn đến tổn thương cho cơ bắp, thần kinh và nội mạc mạch máu. Tình trạng này làm rút ngắn (co cứng) các cơ bắp ở cẳng tay.

## Lịch sử
Nó được đặt theo tên Richard von Volkmann (1830 - 1889), bác sĩ người Đức thế kỷ 19, người đầu tiên mô tả nó, trong một bài viết "Điều kiện thiếu máu cục bộ không truyền nhiễm của các khoang mê hoặc khác nhau ở tứ chi". Vì sự co rút xảy ra cùng lúc với tình trạng tê liệt, ông coi nguyên nhân thần kinh là không thể xảy ra.